# Match Against Poverty
Le Match Against Poverty (Match contre la pauvreté en français) est un match de football amical qui a lieu chaque année depuis 2003 afin de collecter des fonds pour soutenir des projets de développement spécifiques sélectionnés par le Programme des Nations Unies pour le développement (PNUD).  Le PNUD, soutenu par la FIFA et l'UEFA, organise ces matchs avec l'aide des ambassadeurs du PNUD Zinédine Zidane et Ronaldo. Il souhaite sensibiliser et mobiliser l'opinion public autour des objectifs du millénaire pour le développement (OMD, Millennium Development Goals en anglais) adoptés en 2000. 
Depuis 2003, 12 matchs contre la pauvreté ont permis de récolter près de 4 millions de dollars américains pour soutenir le travail du PNUD, notamment ceux suivant les tremblements de terre à Haïti et au Pakistan, les typhons aux Philippines, la famine dans la Corne de l'Afrique.

## Histoire
Adoptés en 2000 et réaffirmés par les dirigeants de 191 pays lors du Sommet des Nations unies en 2005, les objectifs du millénaire pour le développement visent à réduire de moitié la pauvreté dans le monde d'ici 2015 en faisant reculer la faim, la maladie, l'analphabétisme, la dégradation de l'environnement et la discrimination à l'égard des femmes. Ainsi, le match contre la pauvreté a été créé en 2003 à l'initiative de Zidane et Ronaldo. Lors du lancement de l'événement, Ronaldo a déclaré : "Nous utilisons ce match comme un moyen de collecter des fonds et de faire prendre conscience aux gens que la solution à ce problème est entre nos mains. C'est en travaillant ensemble que nous gagnerons tous le match contre la pauvreté."  Le premier match incluait David Beckham, Edwin van der Sar, Samuel Eto'o, Roberto Carlos, Robinho et Rivaldo. L'équipe Ronaldo & Friends a alors battu l'équipe Zidane & Friends" 4 à 3 devant 30 000 personnes au Parc Saint-Jacques à Bâle.  Le match a permis de recueillir plus de 800 000 dollars américains pour des projets de lutte contre la pauvreté dans les pays en développement.

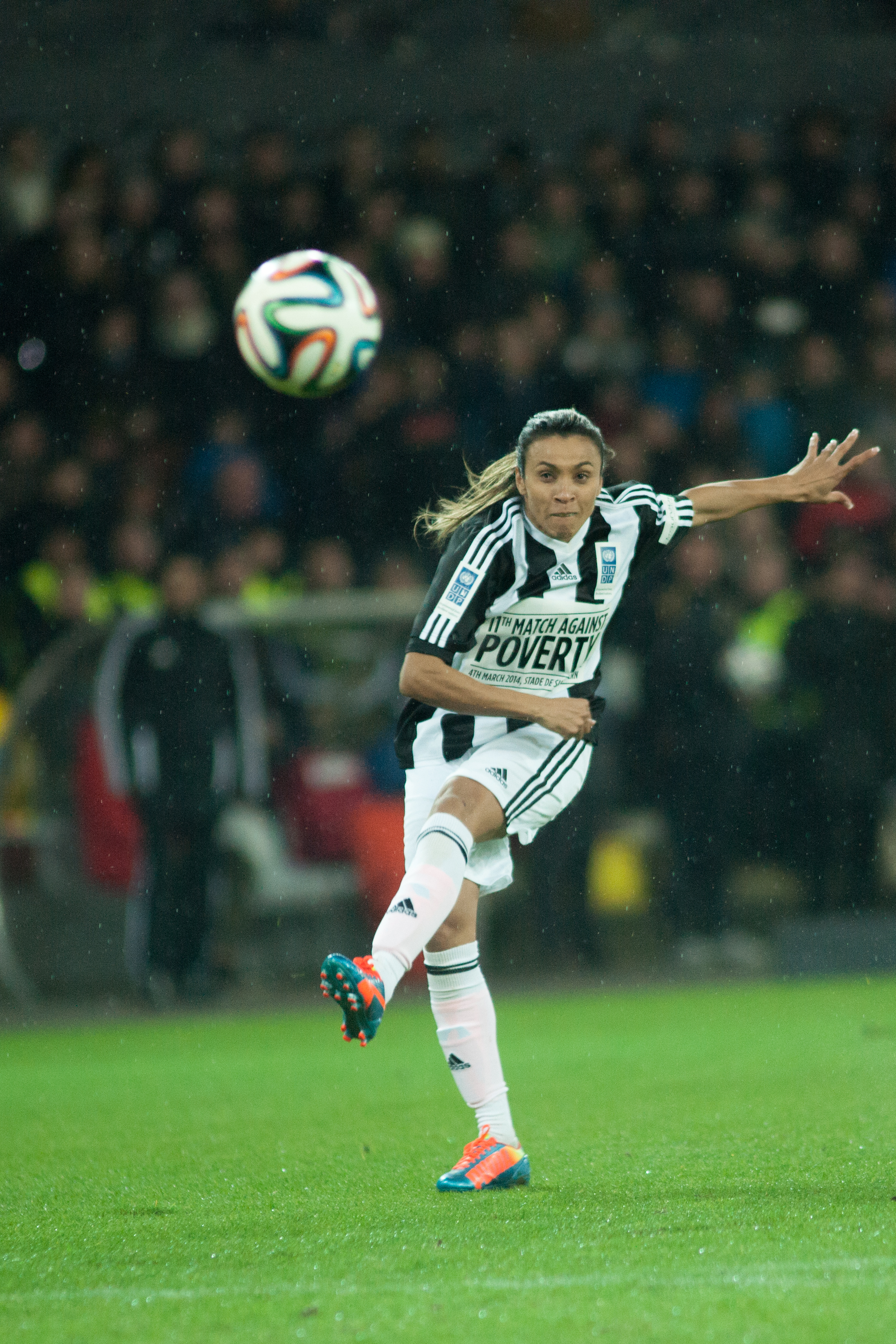
Marta, élue cinq fois meilleure footballeuse de l'année FIFA, durant le match de 2014.

En 2008, Ronaldo et Zidane invitent Marta à participer au match contre la pauvreté à Fès, au Maroc. Elle devient alors la première femme de l'histoire à jouer dans un match de football masculin au niveau international. 
Le 19 novembre 2008, Zidane et Ronaldo ont participé au cinquième match annuel contre la pauvreté à Malaga, en Espagne, qui s'est terminé par un match nul 2–2. Zidane a déclaré que sa participation à l'événement était due au fait que "tout le monde peut faire quelque chose pour rendre le monde meilleur". 
Le dixième match contre la pauvreté a eu lieu à Porto Alegre en 2012. Il faisait suite à neuf éditions couronnées de succès qui se sont déroulées à Bâle, Madrid, Düsseldorf, Marseille, Malaga, Fès, Lisbonne, Athènes et Hambourg. Les recettes du dixième match au Brésil ont été réparties entre deux projets - un au Brésil et un au Cap-Vert, en Afrique de l'Ouest, tous deux visant à réintégrer les jeunes marginalisés. Au Brésil, les recettes ont financé le « Rede Esporte para Mudança Social (REMS) », un projet qui promeut la réduction de la pauvreté et l'inclusion sociale par le sport. Le match s'est joué devant plus de 50 000 personnesà l'Arena do Grêmio le 18 décembre 2012 et a permis de récolter 360 000 dollars américains pour les deux projets. 
En 2013, l'ambassadeur PNUD et gardien de but Iker Casillas contribue au lancement d'un site web national sur le volontariat et l'innovation sociale en Ouzbékistan par le biais du PNUD et de la plateforme Match Against Poverty pour encourager les jeunes Ouzbeks à faire du bénévolat et à devenir actifs dans le sport. 
Le onzième match a eu lieu le 4 mars 2014 au Stade du Wankdorf à Berne, en Suisse, les bénéfices étant reversés aux travaux de reconstruction aux Philippines à la suite du typhon Haiyan, l'une des tempêtes les plus dévastatrices de l'histoire. Ce match comprenait Robert Pires, Claude Makélélé, Paolo Maldini, Freddie Ljungberg, Luís Figo, Pavel Nedvěd, Marta et Ruud Gullit.  Le match a été joué contre BSC Young Boys, qui a fait don d'une partie des 190 000 dollars américains de bénéfices à l'association caritative partenaire du club, la Fondation Laureus, pour soutenir des projets liés au sport. Le onzième match contre la pauvreté a également reçu un don de 24 000 dollars américains de Sony dans le cadre de leur initiative de collecte de fonds annuelle The 46e Aino Izumi au Sony Building à Ginza au Japon.
Le douzième match contre la pauvreté a eu lieu à Saint-Etienne, en France, le 20 avril 2015, où Ronaldo et Zidane ont fait équipe avec d'autres stars du football contre des joueurs passés et actuels de l'AS Saint-Étienne. Selon le PNUD, "les deux tiers de toutes les recettes serviront à aider les pays les plus durement touchés que sont la Guinée, le Libéria et la Sierra Leone à mieux se reconstruire après l'épidémie d'Ebola". 

## Ambassadeurs de bonne volonté
Le PNUD, ainsi que d'autres agences des Nations unies, a depuis longtemps fait appel aux services bénévoles et au soutien de personnalités éminentes en tant qu'ambassadeurs de bonne volonté pour mettre en lumière ces causes. Leur renommée contribue à amplifier le message urgent et universel du développement humain et de la coopération internationale, contribuant ainsi à accélérer la réalisation des OMD.

### Ambassadeurs

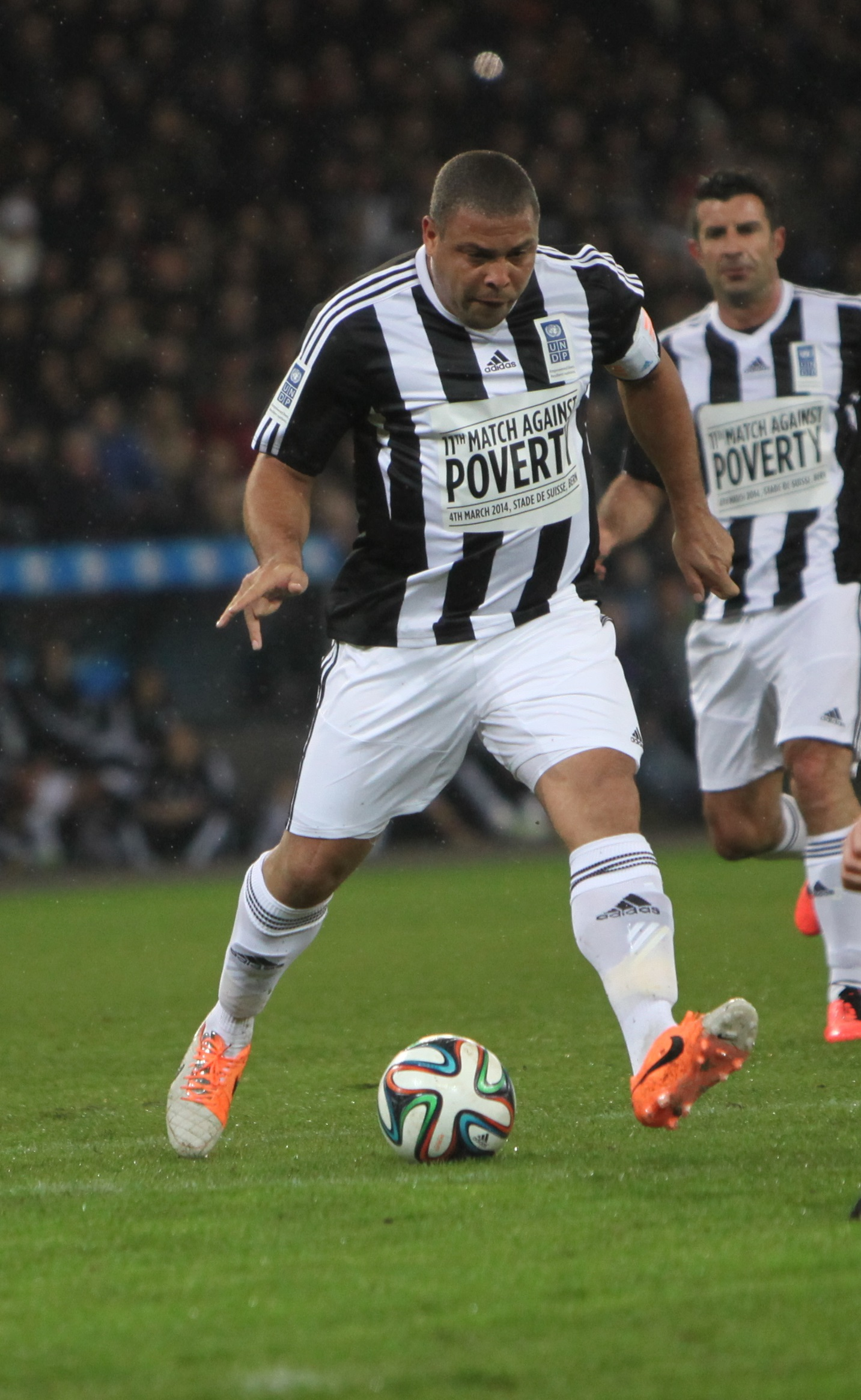
Ronaldo et Luís Figo (arrière-plan) durant l'édition de 2014.

- Ronaldo
- Zinédine Zidane
- Didier Drogba [4]
- Iker Casillas
- Marta [5]

## Liste des matchs
| Match 1          | Zidane & Friends             | 3 - 4 | Ronaldo & Friends                       | Bâle Suisse |  |
| 14 décembre 2003 | Zidane 12e 42e · Fabiano 61e |       | 24e 84e Robinho · 25e Diego · 71e Sávio |             |  |

| Match 2          | Zidane & Friends | 4 - 4 | Ronaldo & Friends | Madrid Espagne |
| 14 décembre 2004 |                  |       |                   |                |

| Match 3          | Zidane & Friends | 4 - 2 | Ronaldo & Friends | Düsseldorf Allemagne |
| 22 décembre 2005 |                  |       |                   |                      |

| Match 4      | Zidane & Friends                                                       | 6 - 2 | Ronaldo & Friends         | Marseille France |  |
| 19 mars 2007 | Ronny 38e · Sichi 58e · Debbouze 70e · Portillo 77e 85e · Al-Jaber 79e |       | 69e Gerard · 82e Anderson |                  |  |

| Match 5          | Zidane & Friends         | 2 - 2 | Ronaldo & Friends            | Malaga Espagne |  |
| 19 novembre 2007 | Ballesta 11e · Roque 43e |       | 61e Dos Santos · 65e Negredo |                |  |

| Match 6          | Zidane & Friends                                             | 5 - 6 | Ronaldo & Friends                                       | Fès Maroc |  |
| 17 novembre 2008 | Wellington 3e · Etxeberria 10e 34e · Zidane 27e · Bassir 80e |       | 4e 16e Makukula · 24e Arango · 59e Cacá · 69e 74e Tariq |           |  |

| Match 7         | Zidane & Friends                                   | 3 - 3 | Benfica Lisbonne                  | Lisbonne Portugal |  |
| 25 janvier 2010 | Pirès 10e · Karembeu 13e · Figo 16e · Karembeu 52e |       | 17e Gomes · 34e Gomes · 65e Suazo |                   |  |

| Match 8          | PNUD Team           | 2 - 2 | Olympiakós                    | Athènes Grèce |  |
| 14 décembre 2010 | Figo 18e · Kaká 50e |       | 41e Mítroglou · 44e Mítroglou |               |  |

| Match 9          | PNUD Team                                                                                                | 5 - 4 | Hambourg SV                                                               | Hambourg Allemagne |  |
| 13 décembre 2011 | ( Salgado) Drogba 22e · ( Drogba) Ronaldo 27e · ( Drogba) Capdevila 39e · ( Figo) Salgado 48e · Figo 55e |       | 8e Petrić ( Mahdavikia) · 18e Zé Roberto ( Petrić) · 57e Rincón · 80e Son |                    |  |

| Match 10         | Zidane & Friends      | 2 - 3 | Ronaldo & Friends                   | Porto Alegre Brésil |  |
| 19 décembre 2012 | Zidane 7e · Sorín 50e |       | 20e Ronaldo · 55e Santos · 74e Dudu |                     |  |

| Match 11    | PNUD Team | 8 - 6 | BSC Young Boys | Berne Suisse |  |
| 4 mars 2014 | ( Marta) Zidane 43e · ( Marta) Vieri 48e · ( Solari) Vieri 55e · ( Zidane) Djorkaeff 67e · ( Gomes) Şükür 74e · ( Gomes) Djorkaeff 78e · Zidane 83e · Gomes 87e |       |                |              |  |

| Match 12      | PNUD Team | 7 - 9   | AS Saint-Étienne | Stade Geoffroy-Guichard, Saint-Étienne France                                  |                                                                                |
| 20 avril 2015 | Trezeguet 3e · ( Trezeguet) Ronaldo 31e · Seedorf 32e · ( Zidane) Ronaldo 42e · Djorkaeff 44e · Ronaldo 51e · Okocha 69e                                                        | (5 -3)  | 7e Alex · 20e Batlles · 40e Mollo · 59e Feindouno · 66e Mollo · 69e Aubameyang · 75e Batlles · 83e Aubameyang · 89e Aubameyang                                                                                           | Spectateurs : 33 913 Arbitrage : Pierluigi Collina (1MT), Clément Turpin (2MT) | Spectateurs : 33 913 Arbitrage : Pierluigi Collina (1MT), Clément Turpin (2MT) |
| 20 avril 2015 | Barthez, Frank de Boer (+coach), Djorkaeff, Poborský, Ronaldo, Zidane, Seedorf, Karembeu, Trezeguet, Zambrotta, Abidal, Cafu, Ronald de Boer, Šmicer, Saha, Okocha, Van der Sar | Équipes | Janot, Zouma, Tavlarídis, Kvarme, Alex, Pédron, Moravčík, Batlles, Mollo, Brison, Sablé, Potillon, Pérez, Paganelli, Aubameyang, Gradel, Corgnet, Feindouno, N'Guemo, Clerc, Tabanou, Moulin, Rocheteau, Galtier (coach) | Spectateurs : 33 913 Arbitrage : Pierluigi Collina (1MT), Clément Turpin (2MT) | Spectateurs : 33 913 Arbitrage : Pierluigi Collina (1MT), Clément Turpin (2MT) |